# Histoire de la Mauritanie
L'histoire de la Mauritanie moderne actuelle commence avec la définition et la délimitation officielle des frontières du pays en 1904 par la France et l'Espagne, alors puissances coloniales occupantes.
Ce tracé de frontière n'a pas été établi en fonction des populations et par conséquent certaines de ces populations ont été divisées par ce processus de partition. Le brassage ethnique a toujours existé en Mauritanie et ses premiers habitants étaient d'origines diverses subsahariennes (Mali, Niger, Ghana, Sénégal). L'histoire de ces peuples est pluri-millénaire, mais les traces écrites sont rares pour les périodes les plus anciennes du pays.

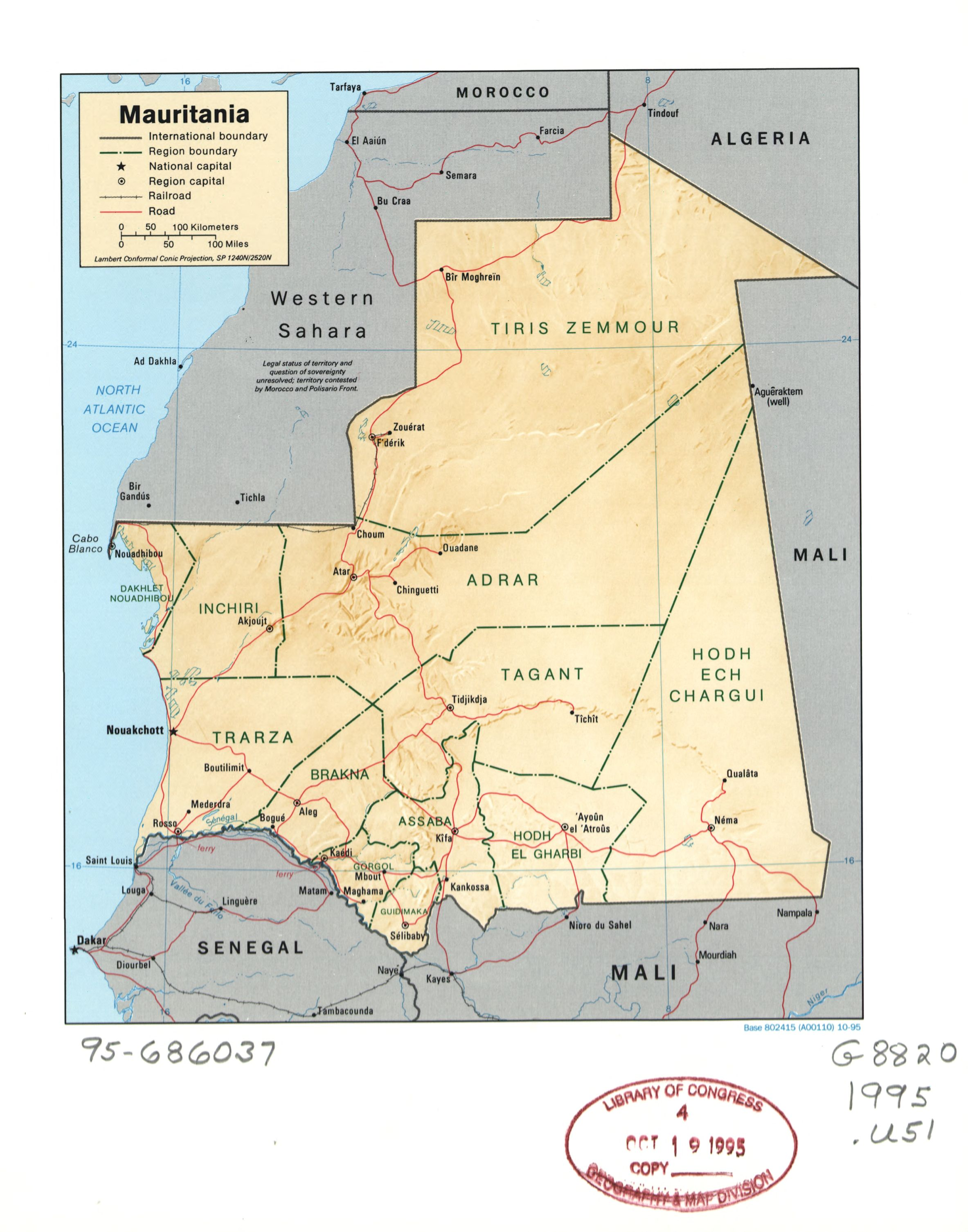
Mauritanie (depuis 1995).

## Préhistoire

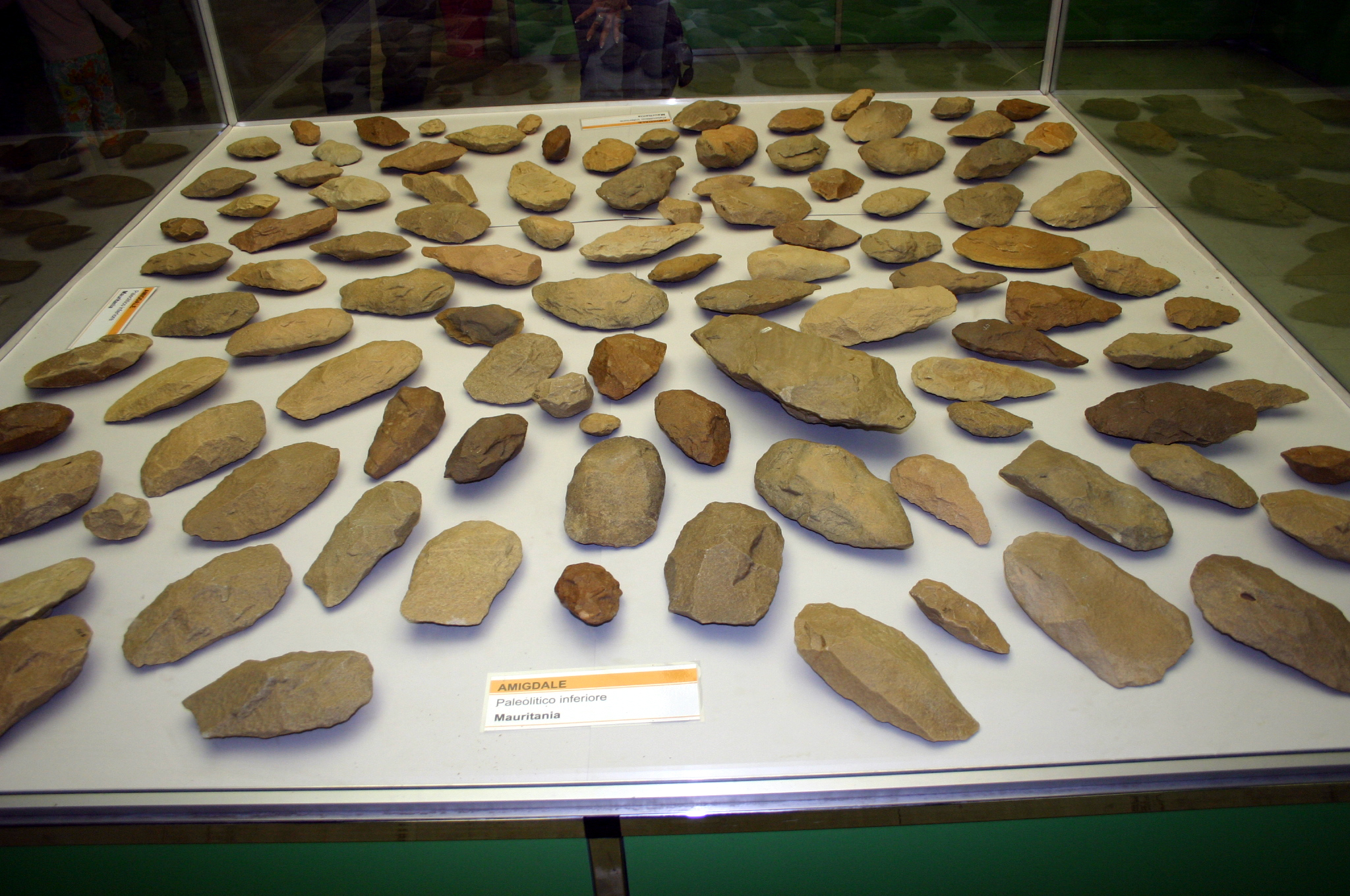
Bifaces du paléolithique inférieur (Musée d'Histoire naturelle de Milan)

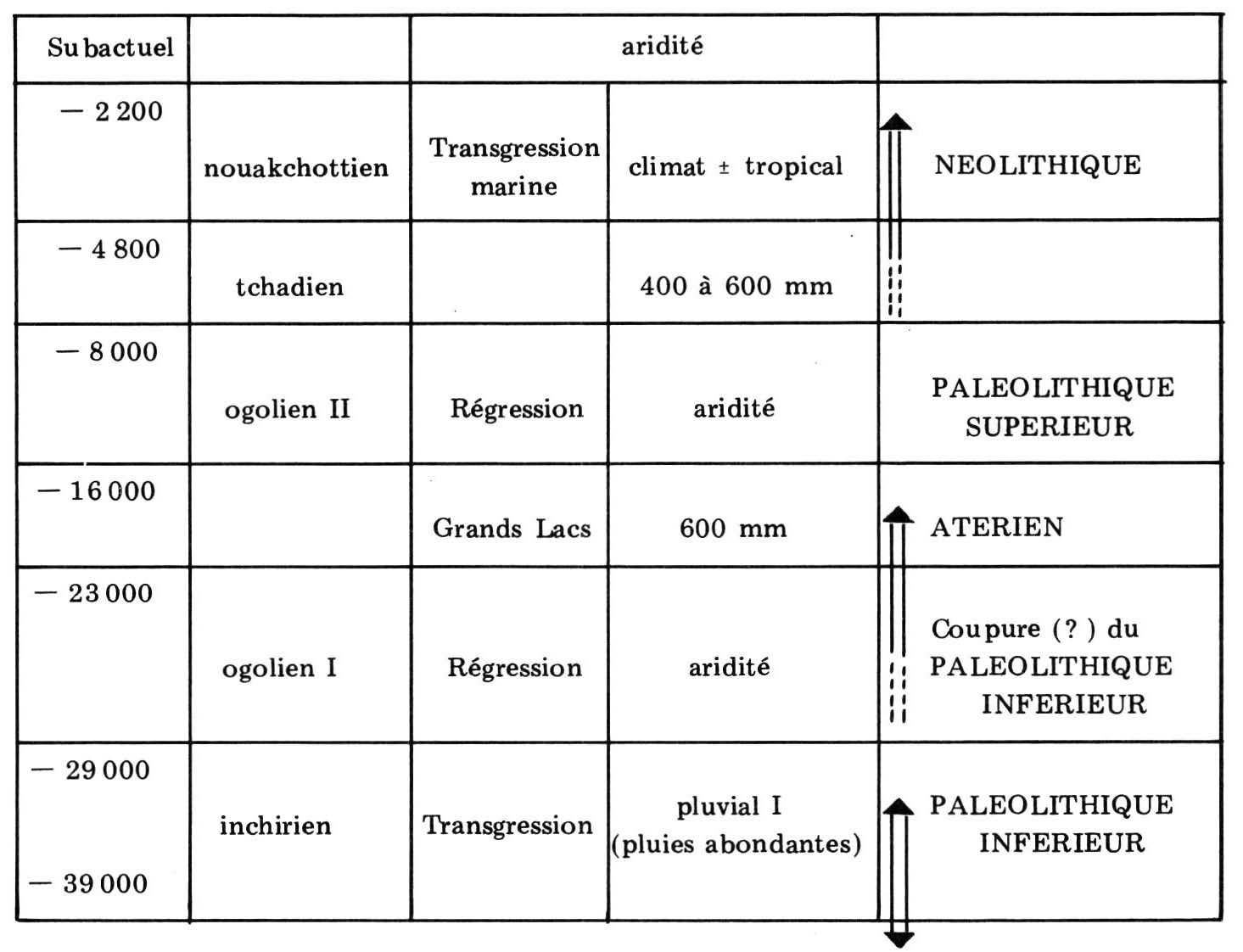
Les paléoclimats récents de Mauritanie, R.Vernet, 1979.

### Présence humaine
Les premiers habitants de la Mauritanie sont apparus il y a au moins 70 000 ans. Le climat était alors plus humide, le territoire était parsemé de cours d'eau et de lacs poissonneux et la faune y était abondante. Dans ce contexte, des populations venues du Sud (Bafours) y ont développé une civilisation de chasseurs-pêcheurs puis agropastorale. Ces populations étaient en partie sédentaires.
Le Sahara néolithique, à l’instar de l’Europe au paléolithique (dans les millénaires précédents) a fourni des témoignages poignants du sens artistique de l’homme, en particulier dans le domaine de la gravure et de la peinture rupestre: les fresques extraordinaires du Hoggar et du Tassili n'Ajjer le prouvent.
La sculpture sur pierre, sur os et sur bois, la bijouterie de pierre sont également présents. La Mauritanie Néolithique a connu ces techniques artistiques mais, de même peut-être que pour la céramique, il semble qu’elle fasse figure de parent pauvre. On n’y a pas découvert pour l’instant de fresques rupestres notables, ni de sculptures particulièrement exceptionnelles. L'explication en serait qu'il y a peut-être eu, d’Est en Ouest à travers le Sahara, une "dégradation" du sens artistique de l’homme néolithique, qui ne serait parvenu que plus récemment dans cette partie occidentale d'Afrique.
On trouve cependant, un peu partout dans le désert mauritanien, de nombreux vestiges, notamment des peintures rupestres, des pointes de flèches, qui attestent d'une présence humaine active dès le néolithique, il y a environ 10 000 ans. Le site rupestre le plus important de Mauritanie est celui d’Aoui-neght, étudiée par H. Lhote.
On a par ailleurs retrouvé de très nombreux monuments néolithiques en Mauritanie. Ils sont peu spectaculaires mais donnent une idée des rites funéraires et peut-être sur une religion de l’homme du néolithique Mauritanien. Un problème est de les dater: comme l'écrit R.Vernet beaucoup sont en fait protohistoriques ou préislamiques. Comme on n’a généralement trouvé qu’un maigre matériel lithique en situation, la datation est difficile.
Ces monuments sont le plus souvent de facture très simple. Les plus complexes sont les alignements de pierre, en trois rangées, que l’on rencontre à plusieurs reprises en bordure de l’Aouker. Il existe aussi un certain nombre de pierres dressées. Cependant les monuments les plus nombreux et les plus facilement identifiables sont les tombes. Les types sont très variés, du simple tas de cailloux à la forme la plus élaborée, signe probable de la qualité sociale du défunt.
Le tumulus est fréquent, parfois assez perfectionné, comme à Lembetet el Kbir, près d’Akjoujt, où N. Lambert en a fouillé un d’un diamètre extérieur de 4,70 m et d’une hauteur de 1,20 m. Mais celui-ci est peut-être trop récent pour être néolithique, car il est possible qu’il soit en rapport avec les mineurs de cuivre protohistoriques.
Les formes les plus élaborées sont le chouchet et la barkhane. Le premier est un monument funéraire cylindrique, haut de deux à trois mètres et d’un diamètre de trois à cinq mètres. Le second tire son nom de la dune en forme de croissant. L’ouverture des branches peut atteindre cinquante mètres. La barkhane est artificiellement levée avec du matériel lithique mêlé de terre. Là encore, les seuls cas étudiés sont ceux de Lembetet el Kbir, qui semblent assez représentatifs malgré leur âge tardif.
Concernant les possibles axes commerciaux, une hypothèse formulée en 1947 par R. Mauny, admet que les gravures et peintures rupestres de chars et chariots trouvés au Sahara s’échelonnent selon des directions privilégiées, généralement selon des axes Nord-Sud. On connait aujourd’hui environ 450 représentations de chars, dont la plupart sont récentes, de la période traditionnellement appelée « libyco-berbère », c’est-à-dire du dernier millénaire avant J. C. Ces chars à deux roues, tirés en général par des chevaux (par des bœufs avec parfois quatre roues dans l’Aouker, où leur origine est méridionale) sont arrivés dans le Sahara avec de nouvelles populations, nomades, venues d’Afrique du Nord, les Berbères. Les chars sont donc le symptôme d’un changement ethnique dans le Sahara vers la fin du Néolithique. Ils correspondent à la poussée vers le sud, à la faveur de l’assèchement du climat, de nomades guerriers, au détriment de populations africaines refluant vers le sud — comme le montre la fortification des derniers villages de l’Aouker, fort médiocres par rapport aux sites anciens.
Par exemple, une de ces « routes de chars » traverse le Sahara occidental de Bir Moghreïn à Nema et jusqu’au Niger. On a retrouvé des rupestres le long d’un « axe » allant de Bir Moghreïn à Atar, d’Atar à Tidjikdja, puis Tichitt, Oualata, Néma et le Niger — avec une « bretelle » sur le centre de l’Aouker. Cette « route » suit un tracé « facile » en longeant le pied d'une falaise.
Le char et le cheval sont donc apparus à peu près en même temps dans le Sahara, venus de Méditerranée orientale avec diverses invasions; atteignant d’abord la Cyrénaïque, dans la deuxième moitié du IIe millénaire av. J.-C. Les habitants de la région, « libyco-berbères » ou « garamantes » antiques, diffusèrent ensuite le char léger (aussi appelé « au galop volant ») dans tout le Sahara en le conquérant, grâce en particulier au cheval et aux armes de fer. Il s’agit donc de la dernière migration ethnique qu’ait connu le Sahara avant les Arabes — les nomades berbères, guerriers Garamantes (à l’Est) et Gétules (à l’Ouest), remplaçant les éleveurs noirs qui se replièrent vers le sud, vers les zones plus humides du Tchad, du Niger et du Sénégal, où ils firent paître leurs troupeaux et pratiquèrent l’agriculture.

### Paléo-climats
En 35 000 ans, le Sahara — y compris en Mauritanie — a connu au moins trois périodes désertiques (avant l’actuelle) et quatre périodes humides plus ou moins tropicales. (cf. tableau en image)
Le tableau présenté n'est évidemment pas exhaustif et les datations sont sujettes à caution. Certains spécialistes intercalent d’autres périodes: ainsi une époque sèche, le Tafolien, apparaît soit entre le Tchadien et le Nouakchottien, soit après ce dernier; ce qui a des conséquences dans la chronologie préhistorique. Quoi qu’il en soit, l’idée que l’on a des paléoclimats de Mauritanie est relativement précise.
Il y a 30 000 ans, le Sahara est humide et très fertile; les pluies sont abondantes et les températures relativement tempérées. Le réseau hydrographique est fonctionnel et se jette dans l’Océan Atlantique aux rives plus hautes qu’aujourd’hui.
Les ergs sont fixés par un manteau végétal steppique, arboré ou herbacé, suivant les régions et les époques. La faune, outre quelques espèces aujourd’hui disparues, est celle des régions tropicales actuelles : éléphant, rhinocéros, hippopotame, girafe, bovidé, gazelle, antilope, phacochère, lion, crocodile, poissons, mollusques.
Cette période du Paléolithique inférieur est donc favorable au développement de la vie humaine qui existait déjà depuis longtemps par ailleurs. Les premiers Mauritaniens trouvaient probablement aisément de quoi satisfaire leurs besoins par la cueillette et par la chasse.
Plus tard, les périodes arides et humides ont alterné. Entre -23 000 et -16 000, l’océan présentait, du fait de la fonte des glaces, un rivage à quarante mètres au-dessus du niveau actuel. C’est l’époque du « Sahara des lacs », autour desquels la vie est prospère.
Vers 15 500 avant notre ère, la mer s’est retirée jusqu'à cent dix mètres en dessous de son niveau actuel. Le fleuve Sénégal n’atteint alors plus l’océan: il s'évapore vraisemblablement dans des petits lacs et oasis. Certains préhistoriens pensent que le Nord de la Mauritanie est vide à cette époque, du fait de conditions de vie trop dures.
Nouveau changement vers 10 000 avant notre ère: les pluies redeviennent régulières (400 à 600 mm par an) et le réseau hydrographique est fonctionnel. Les grands oueds atteignent la mer et de grands lacs réapparaissent. Le climat est Sahélo-Soudanien. La flore se présente sous la forme d’une steppe arborée (hêtres, aulnes, tilleuls et même, en montagne, cèdres). La faune est celle des périodes humides précédentes.
Grâce à ces pluies saisonnières et à l’alimentation régulière des nappes phréatiques, la vie est donc aisée dans ce « Sahara des Tchads » où se perfectionnent peu à peu les techniques paléolithiques avant que n’apparaissent, probablement à la suite d’une rupture climatique, au cinquième millénaire avant J.C. — peut-être même avant — le Néolithique.
Le Néolithique commence par un optimum climatique, mais il s’achève par un désastre écologique, peu avant l’ère chrétienne. Il débute par une nouvelle humification du climat — mais bien médiocre comparée aux phases précédentes. Ce n’est pas un milieu luxuriant: l’hippopotame disparaît au cours de la période, sauf dans le sud mauritanien. Les espèces végétales méditerranéenne (chêne vert, pin d'Alep, olivier, cyprès, vigne etc.) migrent vers les montagnes. La savane arborée domine le paysage à cette période,.

### Cultures archéologiques notables
L'une des plus anciennes culture archéologiques identifiables sur le territoire de la Mauritanie actuelle est la Culture de Foum Arguin. Cette culture épipaléolithique est encore mal cernée, tant sur le plan spatial que chronologique, mais elle occupe vraisemblablement vers 7000 BP un espace considérable sur la côte entre Tarfaya et le cap Juby, au Maroc, et le cap Timiris et le sud du Tijirtit. Vers l'intérieur, elle atteint la région de Zouérate. La Culture de Foum Arguin est caractérisée essentiellement par son industrie lithique particulière. Des liens avec l'Atérien sont supposés mais incertains. Elle est suivie par la Culture dite de Tintan, une culture néolithique avec laquelle elle semble n'avoir également que peu de liens.

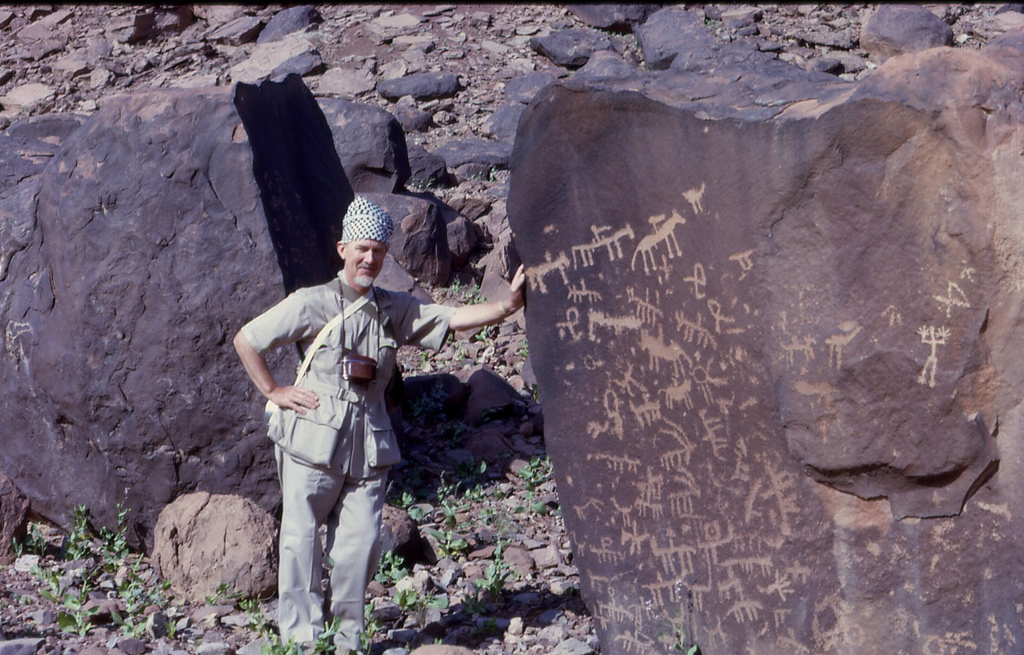
John Desmond Clark (1916-2002) décembre 1967
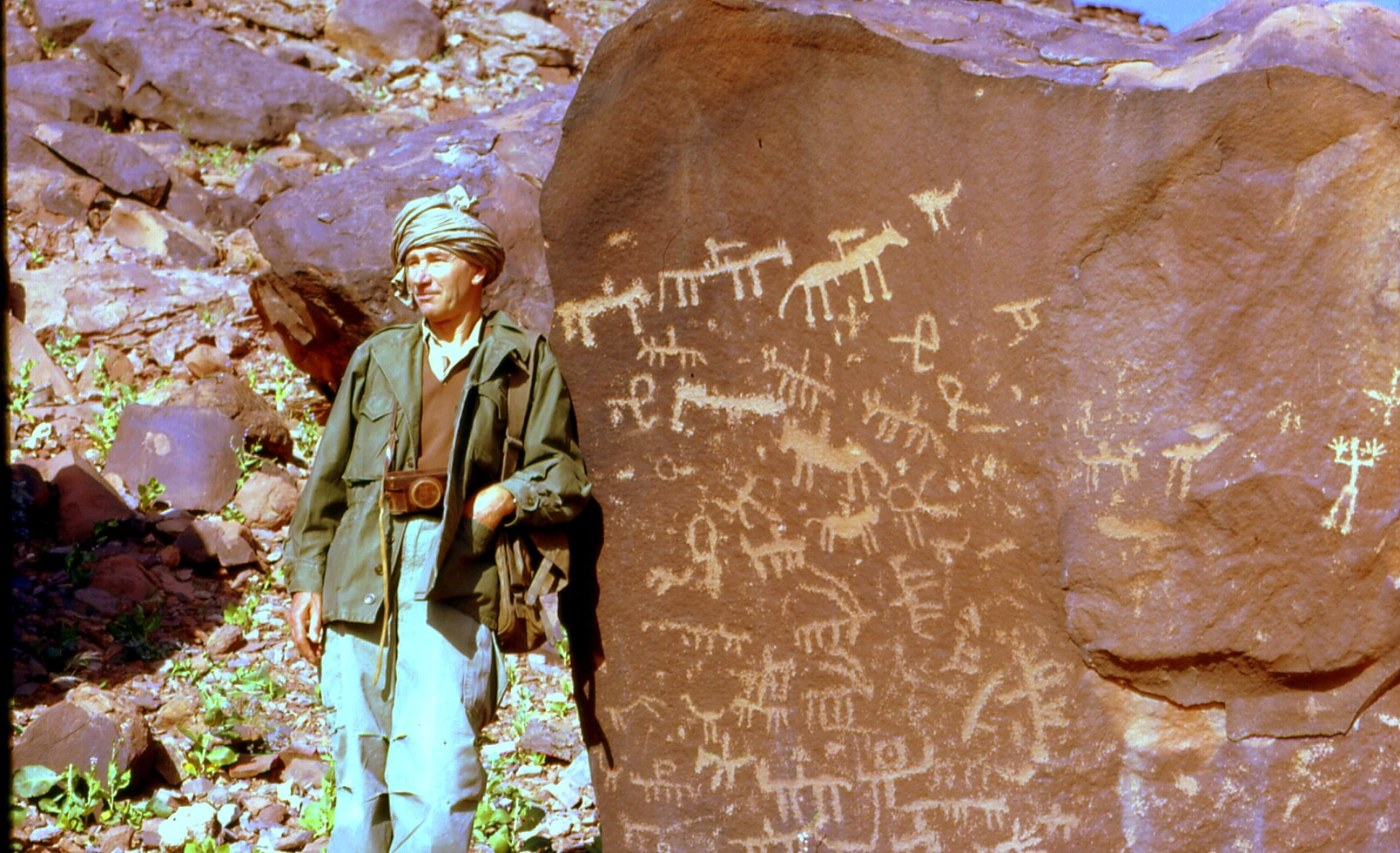
Henri Lhote (1903-1991) décembre 1967

## De 900 AEC à 500: Antiquité
Outre une épigraphie peu abondante, les premières traces d'histoire humaine dans l'espace saharien occidental se rattachent à la culture Biafane, cette population noire est présente en Afrique de l'Ouest et parlait des langues inconnues, peut être reste-t-il certaines expression dans le dialecte berbéro-arabe des Imraguens, la tribu de pêcheurs du Banc d'Arguin.
Cette population noire était alors présente dans tout l'espace saharien, et elle se maintient dans l'oasis de Zagora dans le sud marocain, la population hartanya est sans doute issue d'un brassage entre les esclaves importés, des populations soninkés, peuls ou wolofs et cette première population.
Les Biafans sont « berbérisés », sans doute au cours de l'âge du bronze méditerranéen, en parallèle de la « celtisation » de l'Europe centrale (1350-450 av. J.-C.), puis par les Berbères Maures plus ou moins romanisés qui contrôlaient l'espace saharien atlantique durant l'époque romaine ("Maures", gentilé des provinces de Maurétanie Tingitane et Maurétanie Césarienne, issues de l'ancienne principauté puis province occidentale de Numidie berbère, avant son annexion par Rome), sont issues de cette fusion entre le pastoralisme amazigh venu des régions atlasiques et les communautés autonomes, concentrées dans les oasis, qui sont leur tributaires.
Au VIIIe siècle, les Maures antiques sont organisés en différentes confédérations, l'empire romain d'occident se disloquant, l'Afrique du Nord se subdivisant en micro-Etats ou confédérations parallèlement à des principautés vandales arcboutées sur la structure berbéro-romaine précédente. Le Christianisme était encore la religion urbaine dominante en Afrique du Nord, et commencent à recevoir une influence monothéiste venue des "émirats" zénètes de Sijilmassa, des Berghwatta, de Nekour, de Aghmat, sans doute un christianisme teinté de coranisation se mêle-t-il alors au judaïsme prosélyte.

## De 500c à 1100c: Moyen Âge

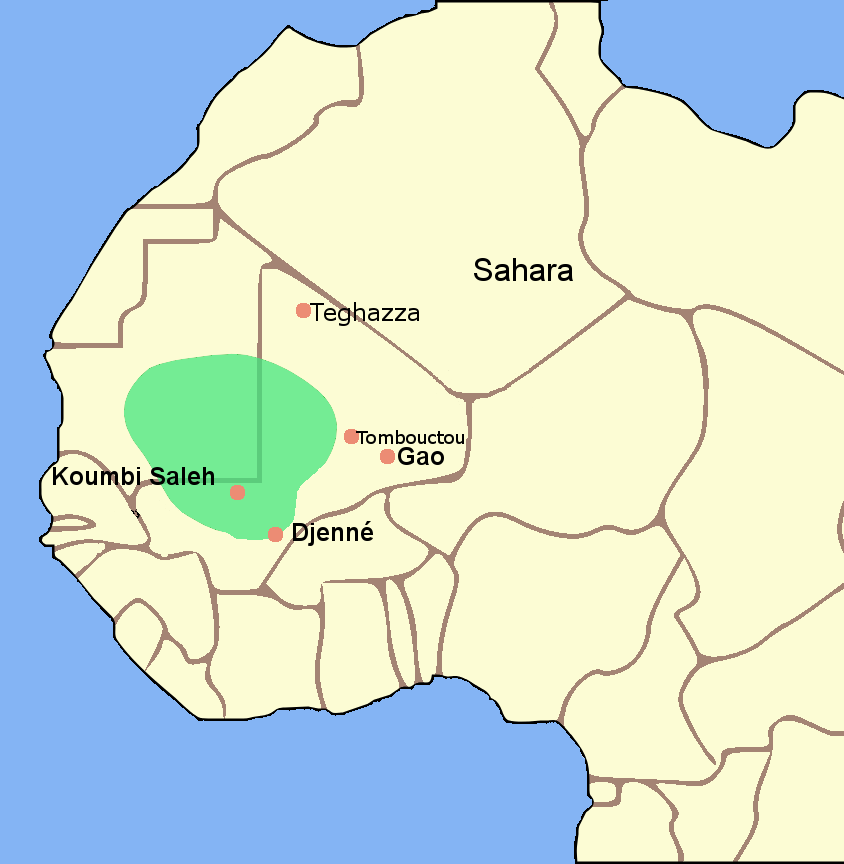
Empire du Ghana, vers 1000.

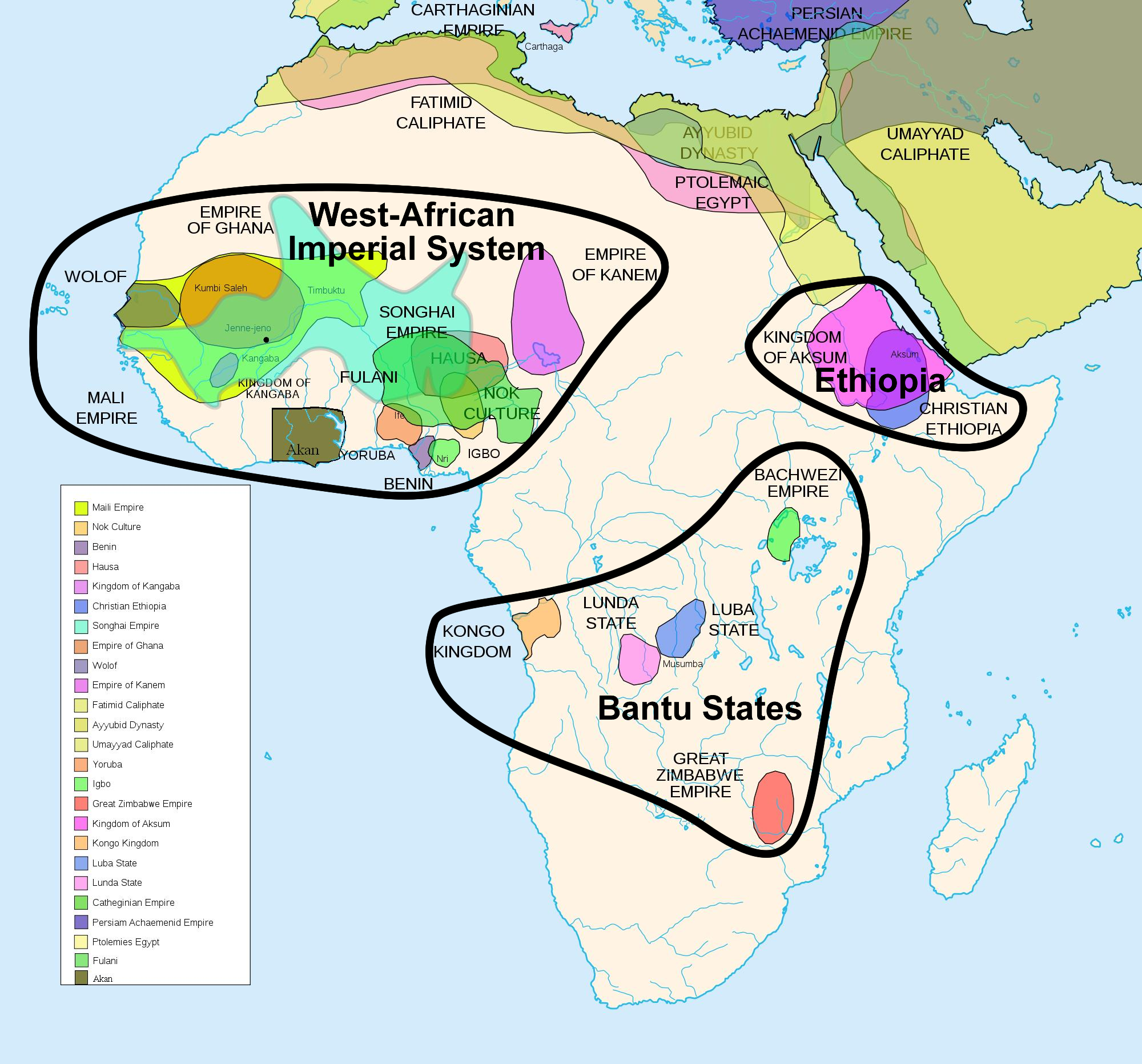
Civilisations africaines 500-1500.

Le haut Moyen Âge est une période de refroidissement climatique, propice au développement de l'économie d'oasis dattières couplées au développement du grand commerce transsaharien chamelier. Les routes commerciales qui relient le bassin occidental méditerranéen (Al-Andalus, Gaule) aussi bien que l'Ifriqiya, l'Italie et le Moyen-Orient aux cités africaines pourvoyeuses d'esclaves, d'or, de sel (Tekrour sur le Sénégal) et à Koumbi Saleh (Ghana), sont donc une source de revenus pour les confédérations nomades et leurs tributaires sédentaires.
Les cités caravanières d'Aoudaghost et de Oualata dans le Hudh ont dû voir le jour dans ce contexte primitif, elles passent sous contrôle de "l'empire" soninké de Ghana.
- Empire du Ghana (300-1200 environ)
- Émirat de Sijilmassa (758-1055)
- Royaume du Tékrour (800-1285)
- Anciens ksour de Ouadane, Chinguetti, Tichitt et Oualata.

### De 1000c à 1350c: mouvement almoravide, califat almohade, empire des Malinkés

Expansion almoravide maximale, vers 1150.

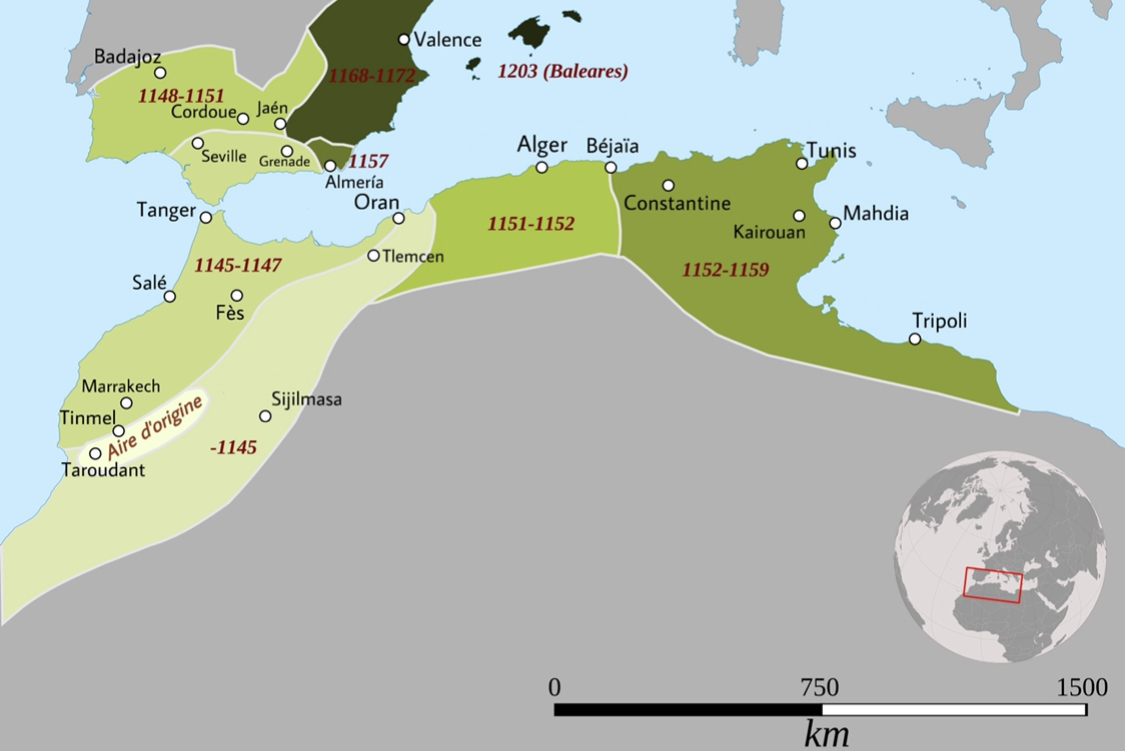
Maroc des Almohades, vers 1250.

Les tribus Sanhajas s'unissent sous la férule d'un certain Abû Bakr Ibn Umar, un chef de tribu ambitieux et d'un juriste malékite, Abd Allah Ibn Yasîn qui, de retour de pèlerinage, apporte avec lui une idéologie réformatrice, centrée autour de monastères combattants, les Ribât, pour instaurer le sunnisme et la jurisprudence malékite au Maghreb tout entier.
Peut être le premier de ses Ribât fut il fondé sur une île Imraguen de la côte, en tout cas, son disciple Abû Bakr décide parvient à unifier vers 1045 les Sanhaja du Tagant, du Hodh et du Sénégal, il prend Awdaghost, puis Koumbi, fonde un autre Ribât sur une île du fleuve Sénégal et prend le contrôle des oasis de l'Adrar, en fondant la cité-capitale d'Azougui.
En 1055, il remonte les routes commerciales et soumet les Zénètes de Sijilmassa, franchit ensuite l'Atlas, écrase ceux d'Aghmat et fonde non loin d'elle, sur le Tensift, aux débouchés des cols du Test (vers le Souss) et du Tishka (vers le Drâa), une cité-capitale à Amur N'Akush : Marrakech, il laisse alors le pouvoir à son lieutenant Yussuf ibn Tashfin et revient combattre dans l'espace Mauritanien ; l'empire almoravide, issu de ces murabitun se détourne des terres sahariennes, et perd peu à peu son influence sur les Sanhaja, qui rejettent toute obédience.
Un siècle plus tard, une confrérie Zénète prend le contrôle du Maghreb tout entier, mais se soucie peu du Sahara, qui passe sous l'influence plus proche de l'empire Soussou de Soumaoro Kanté, puis celui du Mali, de Sunjata Keita, les cités de Oualata, Awdaghost, Azougui, talonnées par les célèbres Chinguetti, Ouadane et Tichitt, ou encore Rashid et Qçar al-Barka se développent et prennent un rôle majeur dans le très intense commerce caravanier qui relie Djenné dans le delta intérieur du Niger, aux cités almohades puis Mérinides du "royaume de Marrakech".

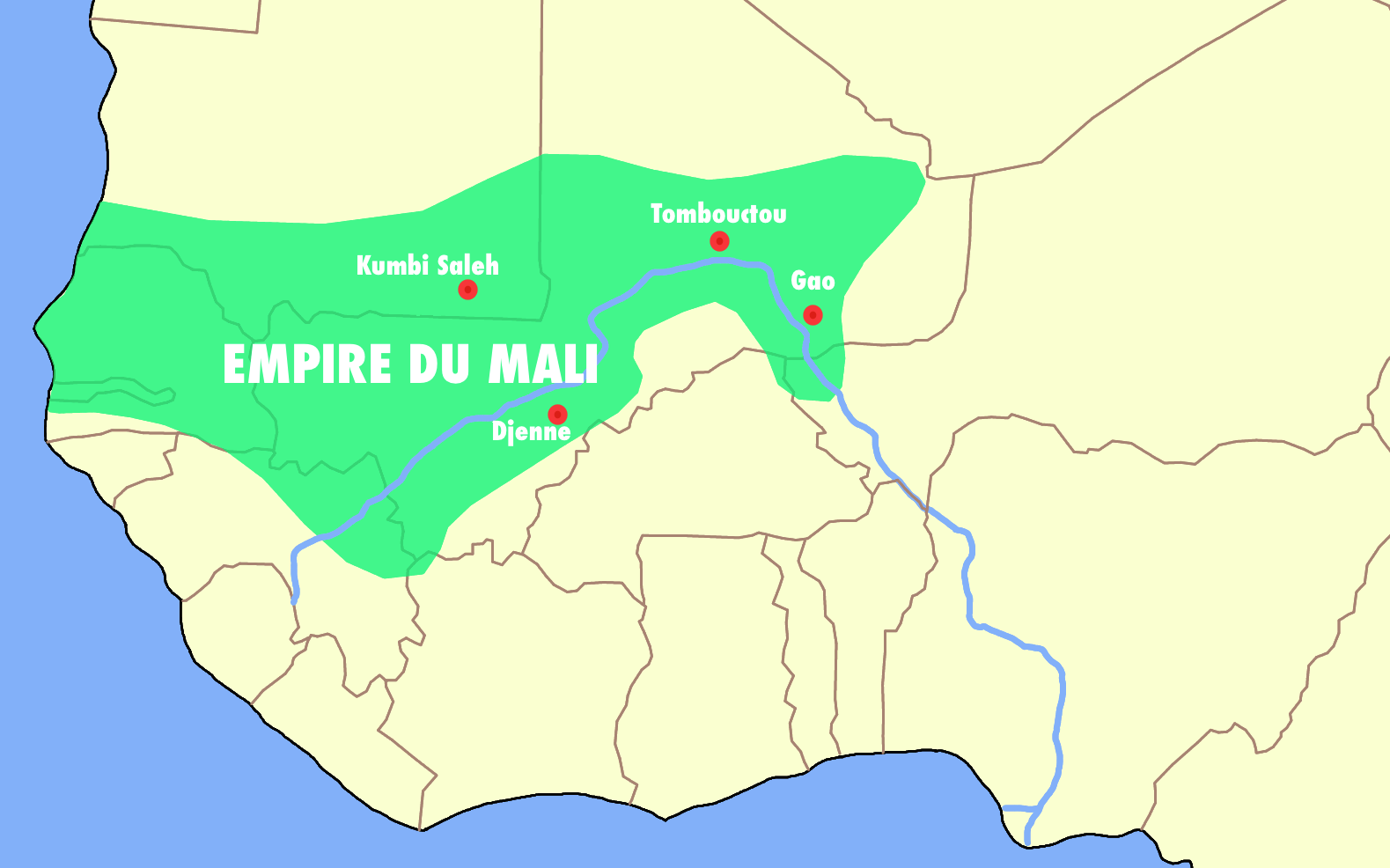
Empire du Mali vers 1350.

## De 1300 à 1600c: Banî Hassan, empire Songhai, Saadiens
Vers 1350, Ibn Battûta apporte de précieux renseignement sur la situation du commerce caravanier et l'état culturel.
Nous sommes dans le contexte de l'arrivée des tribus arabes, issues d'un brassage entre les célèbres Hilaliens, qui, installés au Maghreb tunisien et central commencent à entrer au Maghreb et au Sahara atlantique, et les Banî Hassan, venus du Yémen, installés à Sijilmassa, Zagora, Skoura et dans toute la Mauritanie.
Les Saadiens qui prennent le contrôle de Marrakech vers 1560 sont eux-mêmes rattachés aux Banî Hassan.
En 1442, les premiers navigateurs portugais découvrent le Cap Blanc et l'Île d'Arguin. Ils implantent un comptoir pour le commerce de l’or, des esclaves, ainsi que de la gomme arabique. Le commerce transsaharien est ainsi détourné au profit des Européens.
Ahmad le Victorieux, surnommé également le Doré, entreprend, avec une armée de mercenaires dirigés par le Castillan Juder, vers 1590, il descend les routes caravanières vers le sud, et vient détruire l'empire Songhai, qui avait pris la succession du Mali et unifié l'ensemble du centre Sahelién du Jara (État soninké à l'est du Fuuta Tooro) jusqu'au pays Haoussa,  autour de sa capitale Gao, en parallèle, les Berbères Touaregs avaient fondé la place commerciale de Tombouctou au XIVe siècle. L'empire de Marrakech récupère aussi Djenné et fonde trois "pachalik" dont un, Gao, se maintiendra jusqu'en 1912, une population marocaine vient d'installer sans se mélanger complètement aux arabes pâturant entre le Hodh et le Niger depuis déjà deux siècles et demi.

## De 1500c à 1800c: émirats
La formation des émirats modernes dans l'histoire mauritanienne apparait progressivement à partir du XVe siècle mais surtout au début du XVIIe siècle où certaines tribus Magafira manifestent une supériorité politique et militaire. Le XVIIIe siècle est le siècle d'émergence et de consolidation des émirats comme structure politique semi-centralisée distincte des tribus. Les émirats du Trarza, du Brakna, du Tagant, du Hodh et de l’Adrar sont fondés durant cette période : ils sont un assemblage de tribus dirigées par un chef de guerre qui partage son autorité avec les notables de la djemaa (assemblée). Les émirats sont marqués par des luttes incessantes entre tribus ou au sein des tribus, parfois au sein même de celle de l'émir.
Les Portugais explorent la côte dès le XVe siècle. Ils passent de la razzia à l’établissement de comptoirs et commencent par capturer des « Maures Noirs » : en 1442 Antoine Gonzalvez capture un homme et une femme ; deux ans plus tard Lanzarote ramène de son expédition 218 victimes. Leur présence est notamment attestée à Arguin, mais ils explorent assez peu l'arrière-pays, même si quelques témoignages rudimentaires sur la vie des tribus sont produits.

Le jeu tribal et la rivalité des émirs donne lieu à des alliances précaires et confuses. C’est dans ce contexte qu’il faut replacer les interventions marocaines des XVIIe siècle et XVIIIe siècle. Un raid sur Ouadane est signalé dès 1665 puis en 1672,  l’émir du Traza en lutte contre les Brakna,  reçoit l’investiture du Sultan et des contingents chérifiens. Au XVIIIe siècle encore l’émir du Trarza, Ali Chandora, à la recherche d’alliés contre les Brakna, va à nouveau chercher une sorte d’investiture auprès du sultan marocain. Dans le même temps les raids marocains sur la Maurétanie sont fréquents des raids alaouites sur la Mauritanie : en 1678, l’Adrar est attaqué, en 1680 c'est le tour de la Tagant puis en 1730 c’est Chinguetti qui est pillé et enfin en 1769 Tichit. Les interventions ne furent toutefois suivies d’aucune tentative d’administration directe et aucun sultan marocain ne put considérer un émir comme un vassal.

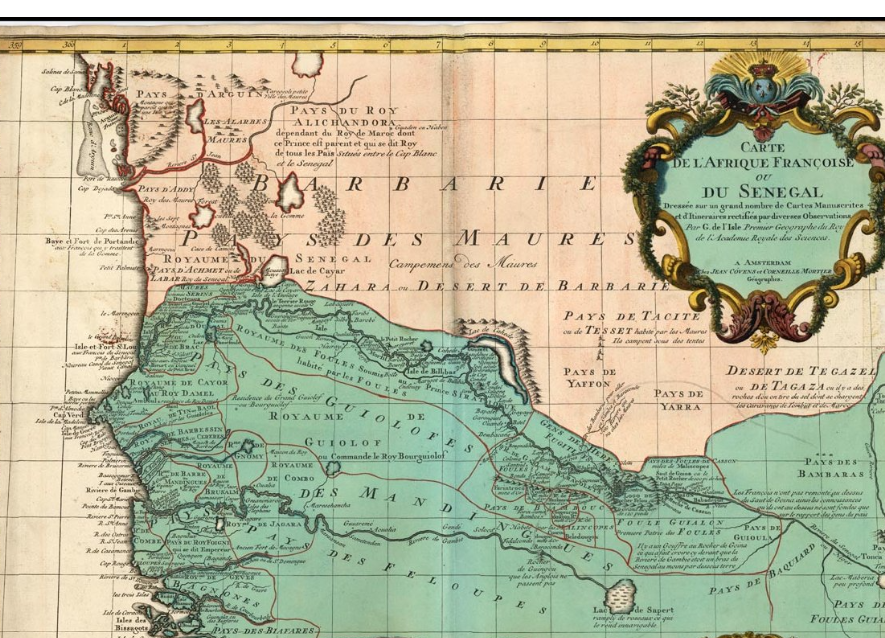
« Pays du Roy Alichandora, dépendant du Roy de Maroc, dont ce Prince est parent et qui se dit Roy de tous les païs compris entre le Cap Blanc et le Sénégal »

Dès 1730, Moulay Abdallah mène annuellement plusieurs expéditions à Chinguetti jusqu'au fleuve Sénégal et Thomas Pellow raconte comment les Marocains firent trois expéditions de suite sur la vallée du Sénégal sans y rencontrer la moindre résistance,. Vers 1757, le petit-fils d'Ali Chandora, El Mokhtar Abdallah ould Amar reçoit du sultan du Maroc Mohammed ben Abdallah un tambour d'airain comme enseigne de l'émirat qu'il lui confère. Et une dizaine d'années plus tard, Mohammed ben Abdallah lance alors une expédition à Tichit dans le Tagant mauritanien.
Les Portugais puis les Alaouites ne sont que la première série d'interventions étrangères qui vont s'intensifier en Mauritanie jusqu'au XIXe siècle. Au XVIIe siècle   les Hollandais, les Anglais et les Français succèdent aux Portugais et engagent des luttes incessantes dont l'enjeu est le contrôle de l’embouchure du Sénégal mais surtout la possession de « Portendick » (Marsa Djerida ? ) et d’Arguin. Hollandais, Anglais et Français recherchent de l’ambre gris, de l’or, des esclaves et surtout de la gomme. Le nombre d’esclaves qui ont pu quitter ou transiter par la Mauritanie n'est pas connu. Il n'y a pas de renseignements non plus sur le volume d’or qui, depuis Tombouctou, gagnait la côte mauritanienne par Tichit et Ouadane. Le commerce du sel d’Idjil anime ces cités sans doute beaucoup plus que celui de l’or. Toutefois le produit le plus recherché et oppose les Européens est surtout la gomme.
Au XIXe siècle le Maroc s'isole de l’extérieur sauf quelques exception comme en 1859, le Sultan Sidi Mohammed IV envoie une lettre de félicitation au Cheikh Sidya al-Kabir alors chef de la tribu Oulad Biri de la confédération des Trarzas : «Nous avons bien reçu votre reconnaissance bénie de Notre Personne en tant que Prince légitime...», ce qui laisse à penser que les affaires sahariennes ne sont pas tout à fait « extérieures » à la politique du Maroc
En 1879 et en 1880 la Légation anglaise au Maroc a été informée par les autorités marocaines de revendications selon lesquelles les domaines du sultan Moulay Hassan allaient jusqu'au fleuve Sénégal et comprenaient la ville de Tombouctou et les parties voisines du Soudan. Cette revendication se veut fondée sur le fait que les prédécesseurs de Moulay Hassan se considéraient toujours comme souverains de ces régions.
Vers 1905, il envoie un de ses fils dans l'Adrar mauritanien afin d'y mener la résistance contre les Français et il est peut-être à l'origine de l'assassinat à Tidjikdja de Xavier Coppolani, le commissaire français de Mauritanie (12 mai 1905). La mort de Coppolani désorganise l'avancée française mais ne l'arrête pas.
En 1906, lors de la Conférence d'Algésiras aperçu d'un compte rendu: «[...] C'était pour appuyer les prétentions du Sultan que nous avions fait venir les délégués des tribus citées plus haut et qui firent leur soumission à Cheikh Ma El-Aïnin et au Sultan; ces tribus ont donc déclaré qu'elles étaient de sujets marocains, et qu'elles avaient trouvé dans des livres que Moulay Ismaïl était descendu jusqu'à Saint-Louis (Sénégal) limite de ses États vers le sud.»
La même année Moulay Abdelaziz envoie un agent à lui, Moulay Idriss ainsi que des contingents marocains pour prêcher la guerre sainte contre les Français : « C'est avec ces contingents qu'il put créer une longue agitation dans l'Adrar et jusque dans le Tagant, pillant les populations qui nous étaient soumises, prêchant la guerre sainte contre les Français au nom de son maître le Sultan du Maroc. Cet agitateur avait même l'audace, l'année dernière, d'envoyer au gouverneur de la Mauritanie, au nom de Ma-el-Aïnin représentant de Moulay Abd-el-Aziz, un « ultimatum », lui enjoignant de reculer les limites des possessions françaises jusqu'aux bords du Sénégal et de reconnaître la souveraineté du Sultan du Maroc jusque sur la rive droite de ce fleuve.»

## Époque moderne, colonisation (1800c-1950c)

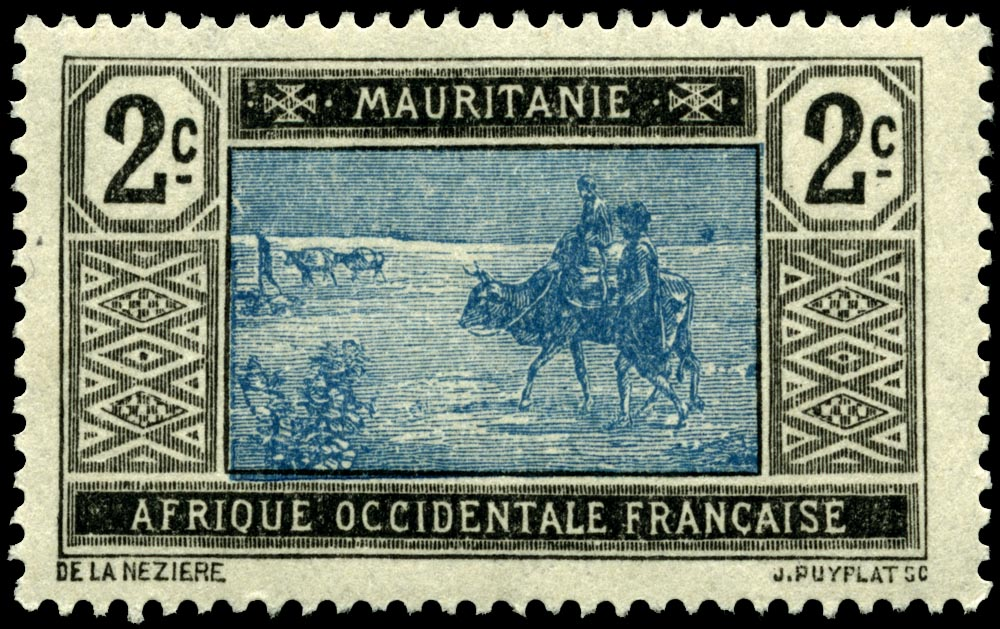
Timbre français de 1913.

Afrique-Occidentale française en 1935

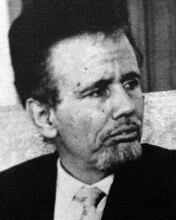
Horma Ould Babana (1912-1980).

L'espace mauritanien commence à décliner inexorablement, et c'est finalement avec les dynasties Peuls des XVIIIe et XIXe siècles que le commerce transsaharien perd définitivement sa raison d'être, la colonie française du Sénégal, de Côte d'Ivoire ou du Dahomey font désormais partie du commerce.
Les esclaves et la gomme arabique y sont les principales marchandises convoitées.
À partir du XIXe siècle, le processus de colonisation débute. Installés au Sénégal, les Français profitent des conflits entre les émirats pour les soumettre et ainsi réaliser l’unité de l’Empire français entre l’Algérie et l’Afrique Occidentale Française. La lutte pour la possession du Maroc voisin est également un enjeu important qui s’ajoute à la volonté de pacifier la vallée du Sénégal, soumise aux rezzous des Maures.
Entre 1902 et 1934, la Mauritanie est conquise par l'armée coloniale française, la cité de Rashid est rasée, et partagée avec l'Espagne au nord. En 1920, elle est distinguée comme entité dans le cadre de l'Afrique-Occidentale française, et toute référence à l'empire de Maroc ou à celui du Soudan disparaît. En 1939, on lui adjoint la région de Oualata et de Néma, jusqu'alors sous administration de Bamako. Sa capitale reste Saint Louis, sur le fleuve Sénégal, et en réalité, les colons français ne traversent que ponctuellement le fleuve, à Rosso, à Bogué et à Kahédi essentiellement, toutes les régions peules et Hassanya sont laissées à l'écart du développement colonial.
Le 27 octobre 1946, avec la promulgation de la IVe Constitution française, la Mauritanie devient un territoire d'Outre-mer. Le 10 novembre, Horma Ould Babana est le premier député mauritanien à entrer à  l'Assemblée nationale française. Horma Ould Babana fut le premier député représentant la Mauritanie à l'Assemblée française à la suite des élections législatives de 1946, N'Diaye Sidi el Moktar lui succéda de 1951 à 1959.
En juin 1957, le premier Conseil de gouvernement se prononce pour le transfert du chef-lieu de Saint-Louis à Nouakchott. Le décret est signé par la France le 27 juillet 1957.

## Mauritanie indépendante (1960)
La Mauritanie obtient son indépendance de la France le 28 novembre 1960.

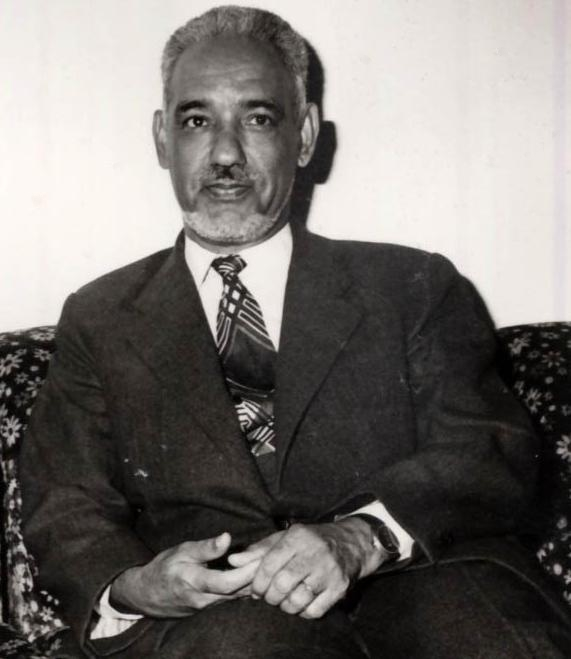
Moktar Ould Daddah (1924-2003).

### Régime de Ould Daddah (1960-1978)
Le 5 juin 1961, la nouvelle Constitution instaure un régime de type présidentiel. Deux mois plus tard, Moktar Ould Daddah (1924-2003) est élu premier président de la Mauritanie. Il forme un gouvernement d’union nationale avec le principal parti d’opposition et parvient à unir les quatre grandes formations politiques en un parti unique, le parti du peuple mauritanien (PPM), qui devient quatre ans plus tard le seul parti autorisé.
En février 1966, à la suite du vote d'une loi sur l’arabisation de l’enseignement secondaire, des troubles éclatent entre les communautés noires et maures. Les établissements scolaires resteront fermés jusqu'à la fin de l'année scolaire.
Le 7 août 1966, Moktar Ould Daddah est élu président de la république pour un deuxième mandat.
Le 26 septembre 1969 le roi Hassan II du Maroc reconnait officiellement la Mauritanie, neuf ans après son indépendance.
Le 9 août 1971, Moktar Ould Daddah est élu président de la République pour un troisième mandat.
En 1973, la Mauritanie sort du franc CFA et crée sa monnaie nationale, l’ouguiya. La Mauritanie adhère à la Ligue arabe.
Le 28 novembre 1974, la société anonyme des mines de fer de Mauritanie (MIFERMA) est nationalisée et devient la Société nationale industrielle et minière (SNIM).
Le 8 août 1976, Moktar Ould Daddah est élu président de la République une fois de plus. 
Il est renversé en 1978, par une junte militaire que dirige le colonel Moustapha Ould Mohamed Saleck, lui-même renversé en 1980 par le colonel Mohamed Khouna Ould Haidalla et ce dernier, renversé par le colonel Maaouiya Ould Sid'Ahmed Taya en décembre 1984.

### Régime de Ould Taya (1984-2005)

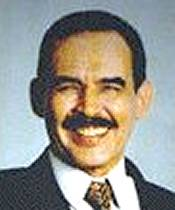
Maaouiya Ould Sid'Ahmed Taya

Le 12 décembre 1984, le Colonel Maaouiya Ould Sid'Ahmed Taya (1941-) qui est le Chef d'état major des armées, Premier ministre (1981-1984) et Ministre de la Défense, accède au pouvoir par un coup d'État sans effusion de sang avec l'aide du Comité Militaire de Salut National dont il est président.
Ould Taya déclare vouloir moraliser la vie politique et redonner de la crédibilité à l'État.
Sa présidence est marquée par le conflit sénégalo-mauritanien qui voit des massacres, puis des opérations massives d’expropriation et d’expulsion des pasteurs peuls sénégalais et de négro-mauritaniens vers le Sénégal.
Les relations entre le Maroc et la Mauritanie ont continué de s'améliorer depuis l'arrivée de Ould Taya au pouvoir, ce qui reflète la vision pragmatique du Président Ould Taya selon laquelle seule une victoire marocaine sur le Polisario mettrait fin à la guérilla au Sahara occidental. Ould Taya a effectué sa première visite au Maroc en octobre 1985 (avant les visites en Algérie et en Tunisie).
En 1991, les partis d'opposition furent légalisés et une nouvelle Constitution fut approuvée lors d'un référendum en juillet 1991, ce qui instaure le multipartisme et Ould Taya crée le Parti républicain démocratique et social (PRDS) pour se présenter à la prochaine élection. Depuis, de nombreuses élections ont eu lieu, en 1992, il est élu président de la République et est réélu en 1997.
À partir de 1995, Ould Taya instaure des relations diplomatiques avec Israël. La Mauritanie est en effet l'un des trois seuls pays de la Ligue arabe avec l'Égypte et la Jordanie à avoir des liens diplomatiques avec Israël.
Depuis 1999, plusieurs coups d'État tentent de renverser le président Ould Taya dont celui des islamistes des Cavaliers du changement en juin 2003. Le verdict du procès de ces putschistes est clément et inattendu puisque les condamnés évitent tous la peine de mort.
En novembre 2003, Ould Taya est réélu président de la République avec 67 % des voix.
Le 3 août 2005, l'armée, au travers du Conseil militaire pour la justice et la démocratie (CMJD) présidé par le colonel Ely Ould Mohamed Vall, prend le pouvoir pour officiellement « mettre fin aux pratiques totalitaires du régime » du président Ould Taya. Le putsch se déroule alors que le président revient de Riyad où il a assisté la veille aux funérailles du roi Fahd d'Arabie Saoudite.

### Présidence Ould Cheikh Abdallahi (2007-2008)

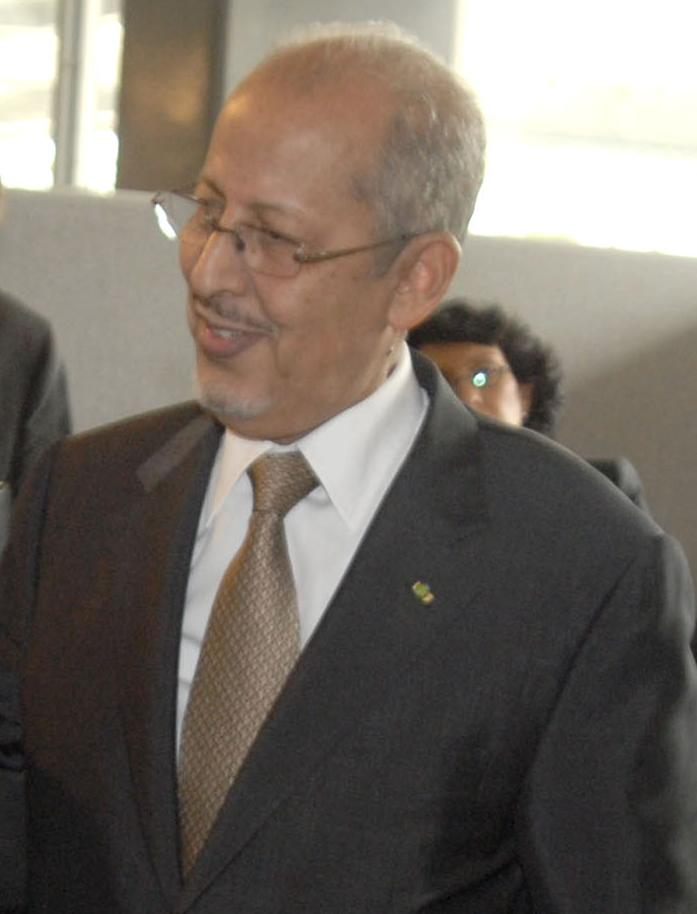
Sidi Mohamed Ould Cheikh Abdallahi (1938-2020).

Le 25 mars 2007, Sidi Mohamed Ould Cheikh Abdallahi (1938-2020) est le premier civil à être élu président de le République démocratiquement, le colonel Ely Ould Mohamed Vall, conformément à ses engagements, ne s’étant pas présenté. En avril 2007 la Mauritanie réintègre l’Union Africaine, dont elle avait été exclue après le coup d’État de 2005. Pour la première fois, des membres du parti islamique modéré rejoignent le gouvernement en mai 2008.
Le 6 août 2008, à la suite du limogeage d'officiers supérieurs, les militaires conduits par le chef du bataillon chargé de la sécurité présidentielle, le général Mohamed Ould Abdelaziz, déposent le président Abdallahi. Il est assigné à résidence durant 4 mois et demi. Les principaux partis d’opposition, à l'exception du RFD d’Ahmed Ould Daddah se réunissent en un Front national pour la défense de la démocratie (FNDD) et s'opposent au coup d’État.
En avril 2009, Mohamed Ould Abdel Aziz abandonne le pouvoir afin de se présenter à l'élection présidentielle promise par la junte. Un accord pour préparer les futures élections est signé à Dakar entre les représentants de l’opposition et de la junte.

### Premier mandat du président Mohamed Ould Abdel Aziz (2008-2014)

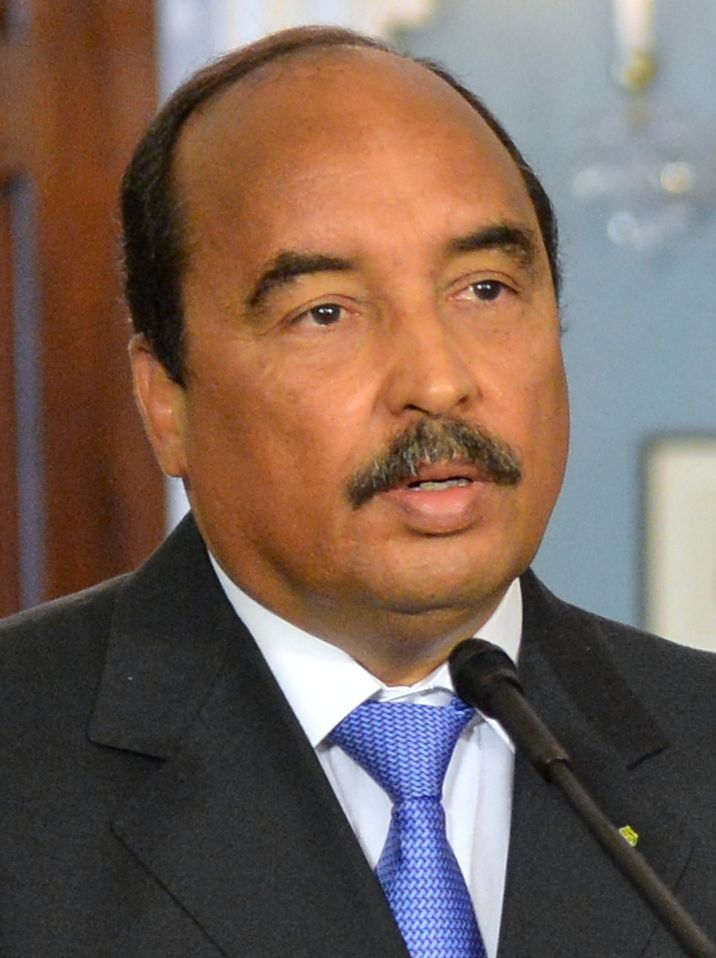
Mohamed Ould Abdel Aziz (1956-).

Le 18 juillet, Mohamed Ould Abdel Aziz (1956-), qui durant sa campagne se présente comme le « président des pauvres », est élu au premier tour face à 8 autres candidats, avec 52,58% des voix. Ses opposants dénoncent un « coup d’État électoral » et fondent une Coordination de l’opposition démocratique, qui inclut le RFD.
L'arrivée du l'ancien président  Mohamed Ould Abdel Aziz, le 18 juin 2009, fut marquée notamment par la coupure de ces relations diplomatiques avec Israël.
Durant deux mois, entre le 24 septembre et le 28 novembre 2011, le collectif "Touche pas à ma nationalité" organise plusieurs manifestations pour protester contre le recensement national.
En mars 2012, Abdallah al-Senoussi, le beau-frère de Mouammar Kadhafi et ancien chef des renseignements militaires libyens recherché par la Cour pénale internationale est arrêté à Nouakchott. Il est finalement remis aux autorités libyennes, six mois plus tard, après de longues tractations. Le premier ministre libyen Ali Zeidan accuse la Mauritanie d'avoir exigé un paiement de 200 millions de dollars en échange de l'extradition Abdallah al-Senoussi.
Le 12 octobre 2012, le président Mohamed Ould Abdelaziz est blessé par balle par une patrouille militaire. Il est évacué vers la France pour y être soigné à l'hôpital Percy-Clamart près de Paris.
Le 18 février 2013, les forces armées mauritaniennes annoncent le début d'exercices militaires dans le sud-est du pays avec la participation de dix-neuf pays européens, africains et arabes.
En 2013, les élections législatives de novembre et décembre confortent la majorité présidentielle à l'Assemblée nationale.
Le 2 février 2014, le Premier ministre Moulaye Ould Mohamed Laghdhaf, en poste depuis le début du mandat du président Aziz, présente la démission de son gouvernement. Il est reconduit dans ses fonctions dès le lendemain et chargé de former un nouveau gouvernement qui compte onze nouvelles personnalités dont cinq femmes.
Le 21 mai 2014, les ministres de l'Intérieur du groupe des Cinq du Sahel, dont fait partie la Mauritanie, créent une « plateforme de coopération sécuritaire » destinée notamment à « lutter contre le terrorisme » à Nouakchott.
Le 4 juin 2014, des milliers de sympathisants manifestent à Nouakchott contre le mode d'organisation des élections présidentielles à l'appel du Forum national pour la démocratie et l'unité (FNDU, opposition radicale).

### Second mandat du président Mohamed Ould Abdel Aziz (2014-2019)
Mohamed Ould Abdel Aziz remporte une victoire écrasante et attendue à la présidentielle le 21 juin 2014, et recueille 81,94% des suffrages, avec un taux de participation de 56,55%. Investi le 2 août pour son second mandat, il nomme comme Premier ministre Yahya Ould Hademine, ancien ministre de l'Equipement et des Transports du précédent gouvernement.
Le 3 novembre 2014, le responsable du parti islamiste modéré Tewassoul Elhacen Ould Mohamed est nommé à la tête de l'opposition démocratique.
Le 28 janvier 2015 débute une grève de 9 semaines affectant les sites de production et d'exportation de la Société nationale industrielle et minière de Mauritanie (SNIM). Les revendications portent sur des augmentations de salaire. Après 9 semaines de grève la reprise du travail se déroule le 3 avril à la suite de l'ouverture de négociations et de la réintégration de grévistes licenciés.
Le 6 aout 2015, un islamiste malien, ancien porte-parole d'Ansar Dine, un groupe lié à Al Qaïda, et visé par un mandat d'arrêt international l'accusant de crimes contre l'humanité, crimes de guerre, génocide, meurtre et actes terroristes est libéré par la Mauritanie, où il était détenu depuis plusieurs mois.
Le 2 septembre 2015, un remaniement ministériel remercie huit ministres, dont le ministre de l'Intérieur, le ministre des Affaires étrangères et le ministre de l'Equipement.
Le 17 novembre 2015, la Société nationale industrielle et minière de Mauritanie (SNIM) ouvre un nouveau complexe minier sur le site de Zouerate, dans le nord du pays. Dénommé Guelb II, c'est le plus important projet industriel de l’histoire de la Mauritanie, dans lequel près d’un milliard de dollars ont été investis.
Le 10 février la présidence annonce un nouveau remaniement et le départ de cinq ministres, dont ceux des Affaires étrangères et de l'Économie.
Le 7 mai 2015 l'opposition appelle à manifester contre le projet de révision constitutionnelle annoncé par le président Mohamed Ould Abdel Aziz, qui prévoit entre autres choses la suppression du Sénat. Des heurts avec les forces de l'ordre feront plusieurs blessés. Le 29 septembre 2015, après de longues négociations entre pouvoir et opposition, s'ouvre un nouveau dialogue national. L'initiative est le point de départ qui doit amener à une réforme constitutionnelle, portant notamment sur la suppression du Sénat et la création du poste de vice-président. Une partie importante de l'opposition accuse le président Mohamed Ould Abdel Aziz de vouloir modifier le texte fondamental dans le but se présenter pour un troisième mandat. Le 20 octobre 2015 un accord politique marquant la fin du dialogue national est signé entre la majorité et quelques partis d'opposition. Plusieurs révisions constitutionnelles sont retenues, mais pas la suppression de la limitation des mandats présidentiels est rejetée.
Le 17 mars 2017, le projet de révision constitutionnelle soumis par le gouvernement est rejeté par le Sénat. Le président Aziz annonce l'organisation d'un référendum pour le 5 août 2017.
Le 6 juin 2017, la Mauritanie annonce la rupture de ses relations diplomatiques avec le Qatar, et accuse le pays de propager l'extrémisme et l'anarchie dans de nombreux pays arabes.
Le référendum du 5 août 2017 donnent un «oui» qui l'emporte à plus de 85 %. Il comporte deux volets, la modification du drapeau national (85,6 % de «oui» et 9,9 % pour le «non») ainsi que la suppression du Sénat (85,6 % pour le « oui » et 10,02 % pour le « non »). Malgré le boycott de l'opposition et de la société civile, le taux de participation est de 53,75 % selon la commission électorale. Leader des opposants à la suppression du Sénat, le sénateur d'opposition Mohamed ould Ghadde est arrêté le 10 août. Plusieurs personnalités de l'opposition sont interrogées. Plusieurs sénateurs, journalistes et représentants syndicaux, accusés de faits de corruption et tous opposants à la réforme constitutionnelle, comparaitront devant un juge d'instruction.
À la fin du mois d'octobre 2017, la première opération conduite par la Force antiterroriste G5 Sahel est lancée. Dénommée Hawbi, elle est constituée du Burkina Faso, du Mali, de la Mauritanie, du Niger et du Tchad et compte jusqu'à 5.000 hommes répartis dans sept bataillons.
Le 13 novembre 2017, le Sénat est dissout, les grilles de l’institution sont fermées et l'accès au bâtiment fermé, mais des sénateurs frondeurs forcent l'entrée et ouvrent une session parlementaire symbolique, qui ne dure en réalité que le temps que la police intervienne et déloge les élus.
Le 28 novembre 2017, le 57e anniversaire de l’indépendance est l'occasion de présenter le nouveau drapeau mauritanien ainsi que le nouvel hymne national, nouveaux emblèmes adoptés à l'issue du référendum constitutionnel du 5 août.
Le premier janvier 2018, la Mauritanie change l'unité de sa monnaie. L'ouguiya passe d'une échelle de 10 à 1, dix ouguiyas deviennent un ouguiya. De nouveaux billets sont émis mais la monnaie conserve le même nom. Avant même l’annonce de la mise en circulation des nouveaux billets, la monnaie mauritanienne se déprécie au marché noir face à l’euro et au dollar, une tendance qui s'aggrave dès l'annonce officielle.
Le 20 mai 2018, le régime durcit la loi sur les partis politiques et un décret ouvre la voie à la dissolution des partis sous-représentés à l'échelle nationale et régionale.
Les élections locales et législatives du 15 septembre 2018 voient la victoire du parti au pouvoir, l'UPR, qui remporte les 13 Conseils régionaux qui ont remplacé le Sénat, ainsi que la majorité à l'Assemblée nationale et plus des deux tiers des communes. Le 8 octobre Cheikh ould Baya, député de l'UPR et proche du président, est élu président de l'Assemblée. Le 29 octobre 2018 Mohamed Salem Ould Bechir est nommé Premier ministre et nomme le lendemain un nouveau gouvernement,.
Le 5 mars 2019, à trois mois de la présidentielle, 76 partis politiques sont dissous par décret rendu public par le ministre mauritanien de l’Intérieur et de la Décentralisation. Le 9 mai, six candidatures à la présidentielle du 22 juin 2019 sont validées par le Conseil constitutionnel.
Le 20 mai, une série de nominations faites en conseil des ministres dans les semaines qui précèdent l'élection présidentielle sont dénoncées par plusieurs candidats.
La Mauritanie a suspendu ses relations diplomatiques avec Israël en 2009 avant de "rompre complètement et définitivement les  relations avec Israël" le 21 mars 2010. Ces relations avaient été établies en 1999 par le président de la République à l'époque, Maaouiya Ould Sid'Ahmed Taya.
Les deux mandats du président Aziz resteront marqués d’une forte empreinte sécuritaire qui a permis au pays de ne plus connaître d’attentats depuis 2010, malgré un environnement régional hautement instable.

### Présidence Mohamed Ould Ghazouani (2019-présent)

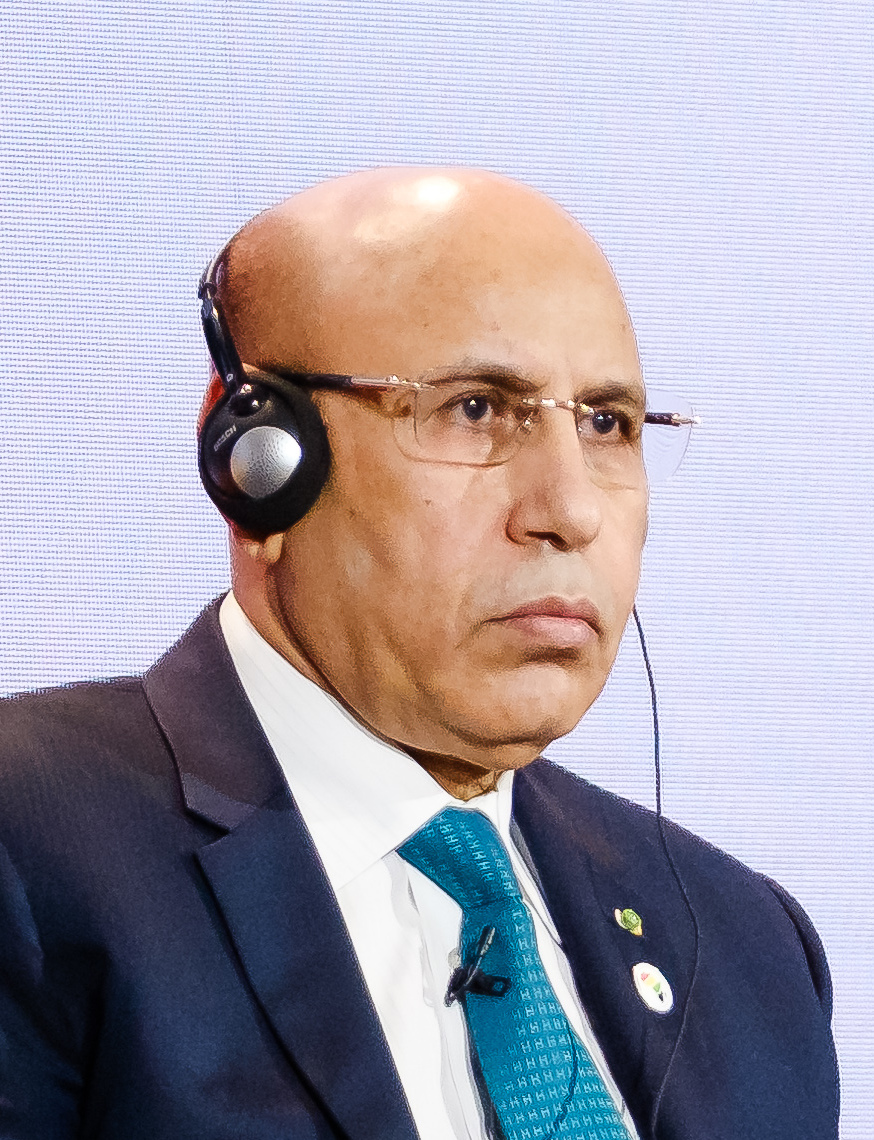
Mohamed Ould Ghazouani (1956-).

Le 1er juillet 2019, la victoire du général Mohamed Ould Ghazouani (1956-) dès le premier tour, avec 52 % des voix, est proclamée par le Conseil constitutionnel mauritanien, dans un climat délétère, avec une coupure prolongée d'internet et un déploiement des unités d’élite de l’armée, de la garde et de la police anti-émeute dans toute la capitale, Nouakchott. L'opposition dénonce de multiples irrégularités dans le déroulement du scrutin et qualifie la déclaration de victoire du candidat du pouvoir le soir du premier tour de «nouveau coup d'État».
Le 8 août 2019, le président Ghazouani nomme son premier gouvernement, dirigé par le premier ministre désigné le 3 août, Ismael Ould Bodé Ould Cheikh Sidiya,.

## Droits de l'Homme

### Liberté d'expression
Sous le président Abdel Aziz, la Mauritanie s’est érigée en garante de la lutte contre la menace terroriste, tout en adoptant des lois qui définissent les infractions terroristes en termes vagues. La loi antiterroriste adoptée en 2010 a ainsi permis aux autorités de museler plusieurs opposants politiques, comme Abdallahi Salem Ould Yali, activiste issu de la communauté «haratine», descendants d’esclaves, qui a été poursuivi pour incitation au fanatisme ethnique ou racial pour avoir diffusé des messages dénonçant la discrimination dont est victime son groupe ethnique dans un groupe de discussion WhatsApp, ou encore, en 2015, le colonel de la Garde nationale à la retraite Oumar Ould Beibacar, qui dénonçait les exécutions sommaires de ses co-officiers en 1992 dans une purge d’officiers noirs de l’armée mauritanienne.
Le 25 décembre 2014, pour la première fois depuis son indépendance, une condamnation à mort pour apostasie est prononcée en Mauritanie à Nouadhibou (au nord-ouest du pays) à l'encontre d'un citoyen mauritanien musulman, inculpé après avoir publié sur internet un texte considéré comme blasphématoire. Le 21 avril 2015, la peine de mort est confirmée pour le blogueur Mohamed Cheikh ould Mkheitir, qui est détenu depuis janvier 2014 pour un article jugé blasphématoire envers le prophète de l'islam. Le 31 janvier 2017 la Cour suprême renvoie devant une autre cour d'appel le dossier de Cheikh Ould Mohamed Ould Mkheitir, le blogueur condamné à mort pour apostasie et emprisonné depuis 3 ans. Il est libéré le 29 juillet 2019 et ne cesse de dénoncer les discriminations ethniques et sociales en Mauritanie,,.
Le 19 mars 2019, la police mauritanienne refoule une délégation d'Amnesty International à son arrivée à l'aéroport de Nouakchott.
Le 22 mars 2019, les blogueurs Abderrahmane Weddady et Cheikh Ould Jiddou, connus pour dénoncer les atteintes aux droits de l'Homme en Mauritanie sont emprisonnés. Amnesty International explique qu'« Ils ont critiqué la corruption qui régnerait au sein du gouvernement dans des commentaires sur Facebook ». Les deux blogueurs avaient repris sur leurs blogs des articles publiés par des médias arabes faisant état d’un placement présumé de deux milliards de dollars aux Émirats arabes unis par un proche du chef de l’État. Amnesty International qualifie par ailleurs leur détention d’illégale. D'autres ONG comme Reporters Sans Frontières et Human Right Watch dénonceront à leur tour l'arrestation des deux blogueurs,.
Le 5 juillet 2019, une vingtaine de journalistes manifestent devant le ministère la Communication et demandent la libération de leur confrère Ahmed Ould Wedia, interpellé chez lui trois jours auparavant.
Dans le classement de Reporters sans frontières, la Mauritanie a reculé ces dernières années pour atteindre la 72e place en 2018 soit 24 de moins qu’en 2016.

### Torture
Le 4 février 2016, après une inspection de dix jours, Juan Ernest Mendez, le rapporteur spécial de l'ONU fait part de ses regrets quant à la non application de la loi sur la prévention et la répression de la torture, promulguée en septembre 2015. La Mauritanie est dénoncée par plusieurs ONG de défense des droits de l'homme, dont Amnesty International, qui rapportent de nombreux actes de tortures et de mauvais traitement infligés aux détenus lors des interrogatoires.
Le 14 novembre 2016, une plainte visant de hauts responsables mauritaniens est déposée à au tribunal de grande instance de Paris. Ils sont accusés de « tortures et de traitements cruels » à l'encontre de militants anti-esclavage.

### Esclavage
La société mauritanienne reste dominée par la caste des Beydanes, qui a historiquement fondé son pouvoir sur l'esclavage des castes inférieures.
L’esclavage reste courant en Mauritanie, le président de l’IRA (Initiative pour la résurgence du mouvement abolitionniste) Biram Dah Abeid considère la Mauritanie comme un régime « d’apartheid non écrit ». Certains parmi la minorité Maures (arabo-berbère) y exploitent des Haratines dans les quartiers riches des grandes villes. Selon le rapport de l’ONG Walk Free publié en 2014 environ 4% de la population mauritanienne, soit 150 000 personnes vit en situation d’esclavage. La Mauritanie est le pays le plus touché au monde par ce phénomène. Selon Biram Abeid, la réalité se rapproche plus des 20% de la population.
L'esclavage a été officiellement aboli à quatre reprises (la dernière fois en 1980, avec un succès mitigé) mais les ségrégations raciales, tribales ou de castes y subsistent,. En 2007 a été votée une loi criminalisant l'esclavage, et des actions sont prévues par le gouvernement pour lutter contre ses séquelles, car l'ethnie haratine des anciens esclaves reste parmi la plus défavorisée,. Selon le Global Slavery Index, l'esclavage concerne 4 % de la population mauritanienne.
Le 6 mars 2014, avec l'appui de l'ONU, la Mauritanie adopte un plan pour l'éradication de l'esclavage.
En novembre 2014, les autorités mauritaniennes ferme le siège de l'IRA, une ONG anti-esclavagiste qu'elles accusent de propager la haine entre les populations.
Le 1er juillet 2015, six militants anti-esclavage de l'Initiative pour la résurgence du mouvement abolitionniste (IRA) sont arrêtés, marquant le début d'une série d'arrestations dans les rangs de l'IRA. Leur procès débute le 3 août 2015 et dure quinze jours à l'issue desquels la Cour criminelle condamne la plupart des accusés à des peines de prison allant de trois à huit ans,. Treize d'entre eux disent avoir été torturés durant leur détention.
Le 13 août 2015, le Parlement adopte une loi durcissant la répression de l'esclavage, considéré désormais comme un « crime contre l'humanité ».
Le 28 avril 2017, la journaliste Tiphaine Gosse et la juriste Marie Foray qui enquêtent sur l'esclavage en Mauritanie sont expulsées du pays. Elles dénoncent aux côtés d'organisations engagées dans la lutte contre l’esclavage en Mauritanie telles que SOS-Esclaves, l’AMDH et l’Association des femmes chefs de famille (AFCF) « l’hypocrisie des autorités mauritaniennes », qui cherchent selon elles par la ratification des traités internationaux et l’adoption de lois qu'elle jugent incomplètes, à plaire à la communauté internationale sans lutter pour autant contre l’esclavage dans le pays.
Le 22 juin 2017, une plainte contre l’esclavagisme et la torture en Mauritanie est déposée devant l'ONU et l'UA. L'eurodéputé Louis Michel souligne que l'esclavage continue en Mauritanie. Biram Dah Abeid, le président de l'association IRA déplore l'acharnement des autorités mauritaniennes à l'encontre des militants anti-esclavagisme.
Le 12 février 2018, l'ONG Human Right Watch présente à Nouakchott son rapport sur la situation des droits de l'homme en Mauritanie. Intitulé « Ethnicité, discrimination et autres lignes rouges : répression à l’encontre de défenseurs des droits humains en Mauritanie » le rapport pointe les difficultés rencontrées par les militants traitant des questions sociales sensibles comme l'esclavage, la discrimination entre communautés ou le passif humanitaire du pays,.
Le 25 mars 2018, un rapport sur la répression contre les militants des droits de l'Homme en Mauritanie est publié par Amnesty International. Le rapport avance que 43.000 personnes vivent en situation d'esclavage dans le pays. Amnesty International détaille également la façon dont les militants abolitionnistes et les associations qui dénoncent ces discriminations sont la cible des autorités. Trois jours plus tard, la cour criminelle de Nouadhibou condamne un homme et une femme à respectivement 20 et 10 ans de prison ferme pour esclavagisme. Une première en Mauritanie.
Le 4 novembre 2018, les États-Unis, constatant le manque de progrès du pays en matière de lutte contre l'esclavage, suspendent la Mauritanie de l'AGOA.
Le 28 janvier 2019, un projet de loi est voté autorisant un accord de coopération entre la Mauritanie et l’Arabie saoudite en matière de lutte contre le trafic d'armes et d'êtres humains. L’opposition mauritanienne crie au scandale, pointant le manque de crédibilité du royaume wahhabite en matière du respect des droits de l’homme.
Les séquelles de l'esclavage touchent particulièrement la population Haratine, qui faute d'accès à l'éducation concentre 85 % des analphabètes du pays.

## Situation sanitaire et humanitaire
Depuis 2012, près de 60.000 réfugiés peuls, touaregs et arabes venus du Mali, fuyant les violences des groupes jihadistes ou de l’armée malienne, ont élu domicile dans le camp de Mbera, en Mauritanie. Leur accès à l'eau potable est précaire.
Le 24 octobre 2014, le gouvernement annonce le renforcement des contrôles de sa frontière avec le Mali à la suite de l'annonce du premier cas d'Ebola dans ce pays.
Le 9 octobre 2015, la Mauritanie alerte l'Organisation mondiale de la santé (OMS) de l'épidémie de fièvre qui sévit dans la vallée du rift.
En novembre 2016, le Programme alimentaire mondial (PAM) appelle à la mobilisation de 17 millions de dollars pour faire face à la situation des réfugiés maliens qui ont fui les exactions des groupes terroristes, confrontés à une crise alimentaire.
Le 26 juin 2018, la Mauritanie alerte sur des cas de malnutrution sévères touchant plusieurs dizaines d’enfants dans l’est du pays. La région du Hod Ech Chargui, non loin de la frontière avec le Mali, est particulièrement touchée.
En juin 2018, un rapport de l’ONU établi que les trois quarts des mauritaniens vivent dans une extrême pauvreté. Présenté durant la 35e session du Conseil des droits de l’homme de l’ONU par le rapporteur spécial Philip Alston, le rapport pointe les difficultés dans l'accès à l'eau, à l'alimentation, à l'éducation et à la santé de la population.
En décembre 2018, grâce à un don chinois, la capitale Nouakchott se dote d'un véritable réseau d'assainissement, absent jusqu'ici.
En mai 2019, la France et la Mauritanie signent un accord de financement d'un montant de 4,4 milliards d'ouguiyas (11 millions d'euros), afin de financer des projets hydrauliques destinés à améliorer les conditions de vie de la population.